# Marcahuamachuco

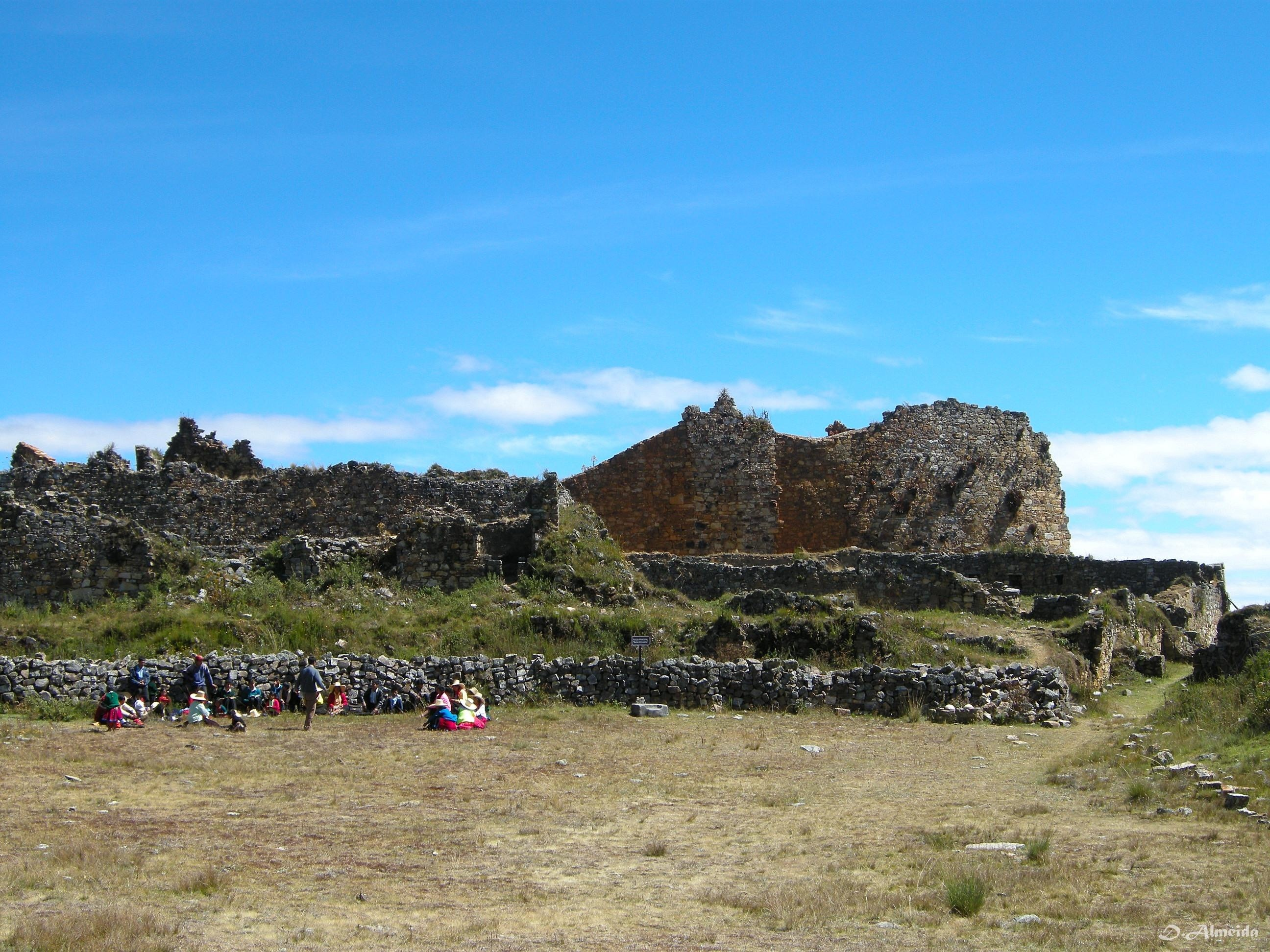
Marcahuamachuco- Plaza principal (Sector El Castillo), Huamachuco

Marcahuamachuco es un complejo arqueológico de construcciones arquitectónicas pre-incaicas ubicado en la provincia Sánchez Carrión de la Región La Libertad, Perú. Aunque menos conocido, es considerado por los arqueólogos como el "Machu Picchu del Norte" y "La Joya de La Libertad". Este complejo arqueológico ubicado en la región altoandina liberteña, sobre una planicie en la montaña que lleva el mismo nombre, se sitúa a 3 km al noroeste de la ciudad de Huamachuco (capital de la provincia), esta evidencia arquitectónica se encuentra a una altitud de 3.575 m s. n. m..

## Historia
Las construcciones monumentales de Marcahuamachuco, empezaron posiblemente en la fase tardía del periodo Intermedio Temprano andino (500 a. C. a 700 d. C.), antes de la expansión imperial de la Cultura Huari, y siguieron durante el Horizonte Medio (700 d. C. a 1000 d. C.) y quizá en la fase temprana del Intermedio Tardío (1000 d. C. a 1400 d. C.). Los estudios arqueológicos manifiestan que una vez fue el más importante centro político, económico y militar en el norte del Perú, antes de ser conquistada por el imperio Inca. La función del sitio, aunque no del todo claro, era el de un Oráculo ceremonial, así como un centro religioso y político , incluso pudiendo convertirse en un lugar de enterramiento en sus últimas etapas.Su gravitación social, se extendió por todo el norte de Perú y el sur de Ecuador contemporáneo. Es posible que esta importancia se basó en el comercio con sus vecinos, los Mochica hacia el oeste, la cultura Recuay al sur, Cultura Cajamarca en el norte y culturas menos conocidas del Marañón entre 650 y 700 d. C.

## Investigaciones anteriores

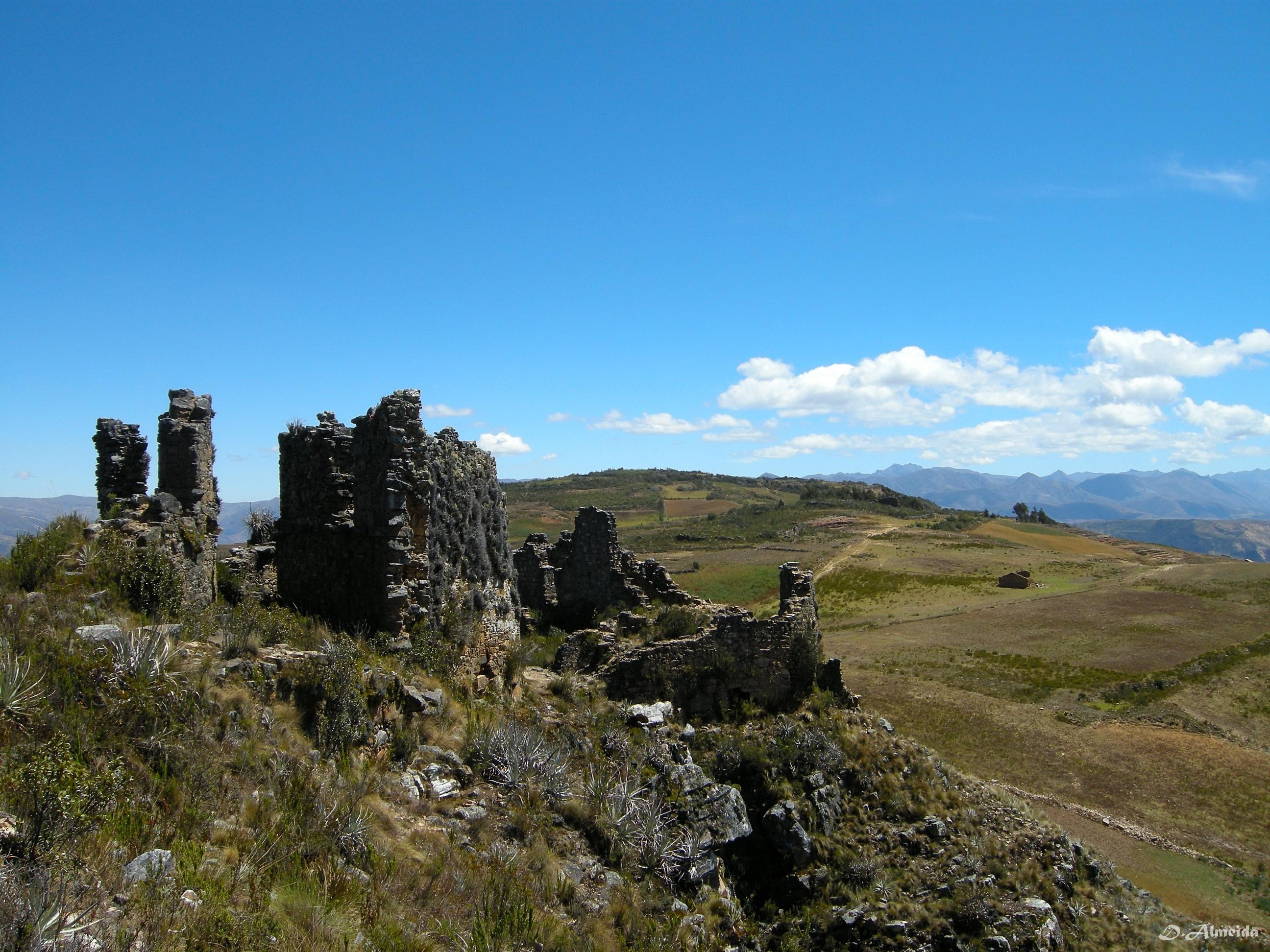
Marcahuamachuco-(Sector Las Monjas)

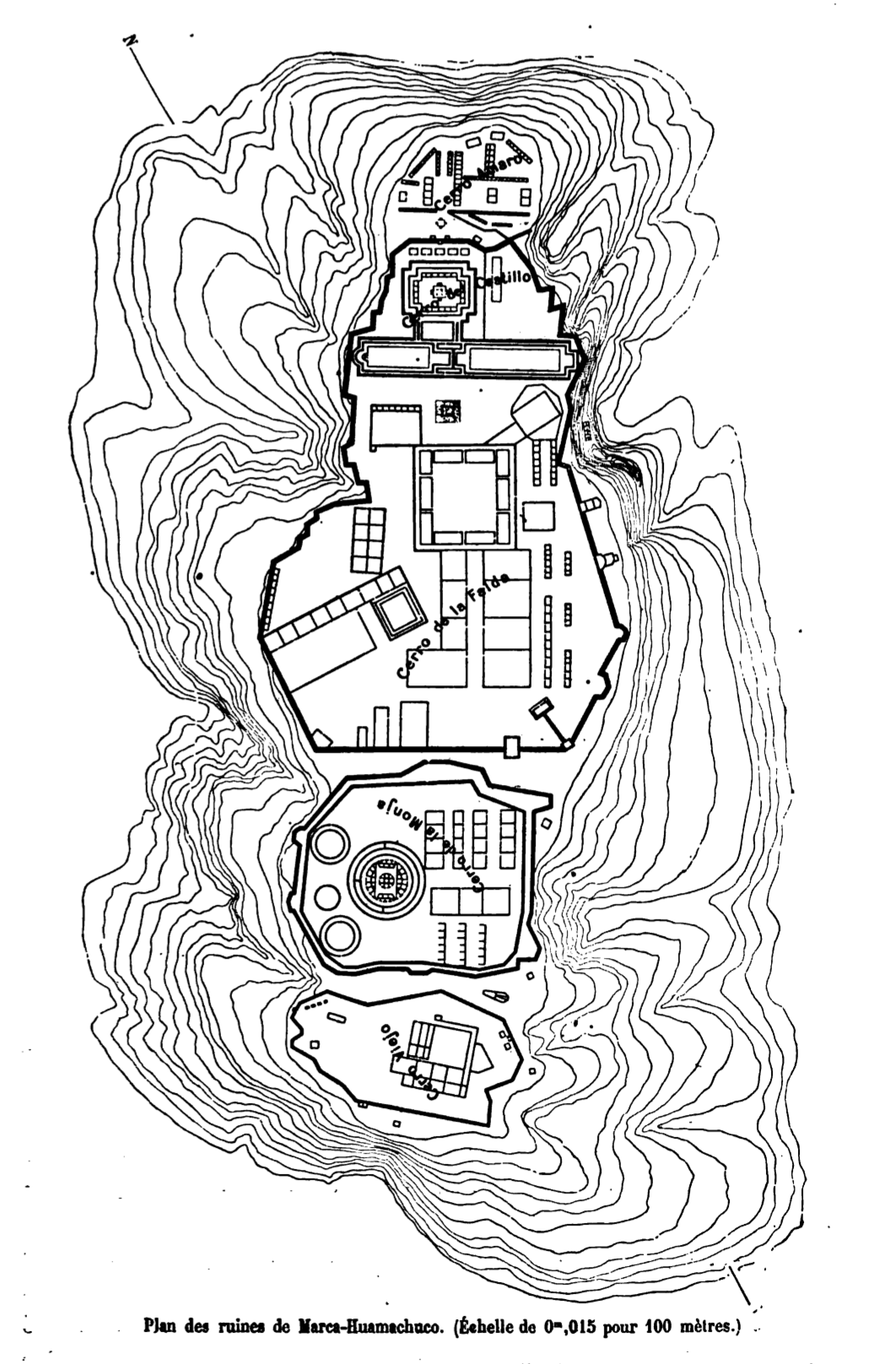
Plano de Marcahuamachuco publicado por Charles Wiener en 1880

Max Uhle y Julio César Tello exploraron las ruinas de la ciudad, en busca de la identidad de los constructores. Theodore McCown en 1940 excavó varios meses entre las galerías monumentales, en busca de material que permita la determinación croniene del siglo XVIII, documento preparado por el obispo Baltazar Jaime Martínez Compañón. Las primeras descripciones y dibujos de finales del siglo XIX fueron realizadas por viajeros. Charles Wiener ofrece una primera descripción topográfica de Marcahuamachuco y nombra sus principales componentes. Ernst Middendorf visitó Marcahuamachuco en 1887 describiendo sus principales componentes.

## Conservación
La solidez y la monumentalidad del complejo de Marcahuamachuco revela la importancia de sus construcciones y su función, un factor que ha movido al Gobierno del Perú a apoyar la conservación de este sitio arqueológico inmenso mediante la recientemente creación de un fondo (La creación de la Unidad Ejecutora 007) para la conservación del importante proyecto Marcahuamachuco que los visitantes han denominado "El Machu Picchu del Norte". Cuando era ministro de cultura en mayo del 2011, Juan Ossio Acuña denotó la importancia del sitio como destino turístico arqueológico de gran importancia.
En mayo de 2011, Global Heritage Fund (GHF) anunció que proporcionará fondos y conocimientos técnicos para la conservación de Marcahuamachuco.